# QuickRSS
QuickRSS é um leitor de feeds RSS gratuito de código aberto distribuído sob licença GPL. Para sua instalação é necessário ter instalada a versão 2.0 do .NET Framework da Microsoft.
O programa, representado pelo ícone padrão de RSS, conta com abas para a leitura de feeds direto da página do autor e conta com grupos que separam os feeds por categoria e agrupamento especial para os feeds favoritos.